# Emonska cesta, Ljubljana
Emonska cesta je ena izmed cest v Ljubljani; ime je dobila po tu bogatih arheoloških najdbah iz rimske Emone.

## Zgodovina
Leta 1877 so dotedanjo Križansko cesto (oz. Deutschen Grund-Gasse) preimenovali v Emonsko cesto (oz. Aemonastrasse).
Leta 2009 je bila razglašena za kulturni spomenik državnega pomena v sklopu Plečnikove Zelene avenije.

## Urbanizem
Cesta poteka v smeri sever-jug; na severu se prične na križišču s Rimsko cesto in na jugu se konča s križiščem s Kolezijsko in Karunovo ulico.
Na cesto se (od severa proti jugu) povezujejo: Zoisova, Krakovska, Mirje in Gradaška.
Ob cesti se nahajajo:
- Križanke,
- Vila Jelačin,
- cesta sv. Janeza Krstnika,...